# Hermann Paul Müller

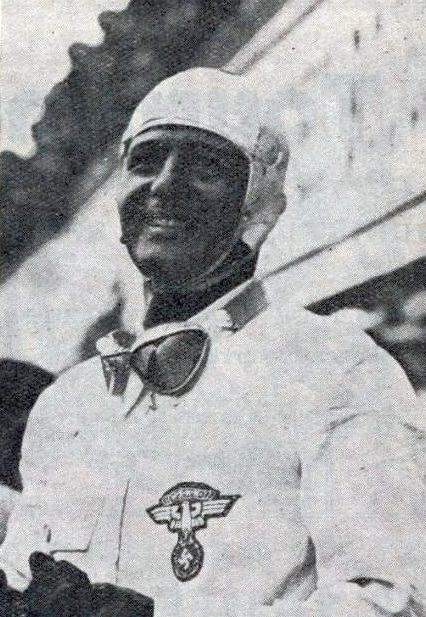
Hermann Paul Müller als Sieger des Grand Prix in Frankreich 1939

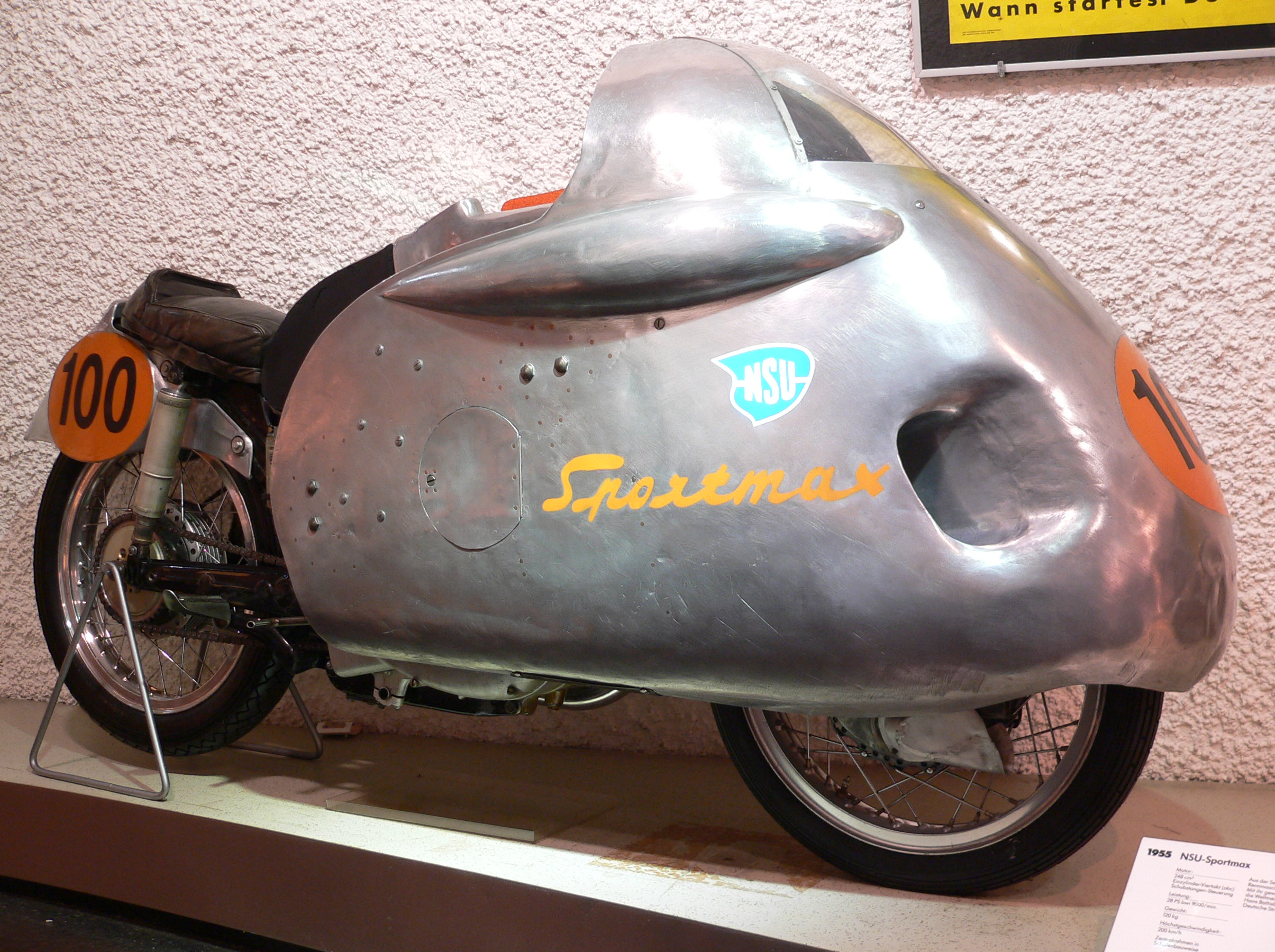
NSU Sportmax, mit der Müller 1955 die 250-cm³-Weltmeisterschaft gewann

Hermann Paul Müller, auch H. P. Müller (* 21. November 1909 in Bielefeld; † 30. Dezember 1975 in Ingolstadt) war ein deutscher Rennfahrer. 1939 wurde er auf Auto Union Automobil-Europameister, 1955 auf NSU Motorrad-Weltmeister in der 250-cm³-Klasse. Zudem war er siebenmaliger deutscher Motorrad-Meister in verschiedenen Klassen.

## Leben und Karriere
Hermann Paul Müller wurde als Sohn des Gastwirts Paul Müller und dessen Frau Amalie geboren. Den Besuch der Oberrealschule in Bielefeld schloss er mit der Mittleren Reife ab. Nach dem Schulabschluss arbeitete er unter anderem als Volontär bei den Dürkopp-Werken. 1929 absolvierte er die Fliegerschule in Münster (Westfalen), wurde aber entgegen ursprünglichen Plänen nicht Pilot, sondern entschied sich für den Motorradsport. Seine Karriere begann H. P. („Ha-Pe“) Müller, wie er oft genannt wurde, im gleichen Jahr mit Motorradrennen auf Victoria. 1930 erhielt er die internationale Rennfahrerlizenz und von 1931 bis 1933 war er Versuchs- und Rennfahrer der Victoria-Werke in Nürnberg.

### Erfolge mit DKW und Auto Union
Für DKW errang er 1936 hinter dem schottischen Norton-Piloten Jimmie Guthrie den Vize-Europameister-Titel in der 500-cm³-Klasse. Im selben Jahr wurde er auf DKW Deutscher Meister in der Halbliterklasse.
1937 wechselte Müller in den Automobilsport von Auto Union. Damals war das ein durchaus üblicher Vorgang. Die großen deutschen Werke rekrutierten eine Vielzahl von Fahrern aus dem Motorradsport. Die Grand-Prix-Europameisterschaft 1939 war Müllers stärkste: er gewann mit dem Typ D den Großen Preis von Frankreich und wurde Zweiter beim Grand Prix von Deutschland. Nach dem bis dahin angewendeten Punktesystem hätte er damit Europameister 1939 sein müssen, doch der Ausgang dieser Meisterschaft ist umstritten. Die Oberste Nationale Sportkommission für den Automobilsport in Deutschland erklärte Hermann Lang zum Europameister, wobei die Berechnung der Punktzahlen rätselhaft war.

### Krieg und Nachkriegszeit
Im Zweiten Weltkrieg war Müller in der Flugzeugfabrik in Łódź (damals Litzmannstadt) tätig und wurde nach 1945 zur Zwangsarbeit in Chemnitz verpflichtet. Nach seiner Entlassung übersiedelte er 1946 von Zschopau in Sachsen zunächst nach Bielefeld und wohnte im Haus seiner Eltern. Schon bald fand er ein Motorrad, eine DKW 250 SS, die den Krieg in Wolldecken gehüllt in einem Keller überstanden hatte. Die Frau eines im Krieg Vermissten überließ ihm die DKW gegen einen Sack Mehl, eine Speckseite und 12 Pfund Linsen; für Geld war damals nichts zu haben. Die Naturalien hatte Müller von Verwandten, die in der Nähe von Bielefeld kleine Bauernhöfe betrieben. Zu seinem ersten Nachkriegsrennen, dem „Großen Preis von Braunschweig“ fuhr er mit Motorrad und Frau in einem offenen Eisenbahnwagen. Das Rennen fand am 11. August 1946 auf einem Abschnitt der Autobahn statt, einem 6,2 Kilometer langen Kurs, im Wesentlichen bestehend aus langen Geraden, leichten Kurven und zwei Spitzkehren. Müller startete als Favorit in seiner Klasse, fiel jedoch in der fünften von 18 Runden aus.
Auf DKW war er zwischen 1947 und 1951 viermal Deutscher Meister. 1953 startete er sowohl als Privat- wie auch als Werksfahrer auf Horex und ab 1954 auf NSU. Nach dritten Rängen in der 125-cm³- und 250-cm³-Weltmeisterschaft 1954 wurde er 1955 als Privatfahrer auf NSU Sportmax im Alter von 45 Jahren Weltmeister der 250-cm³-Klasse. Dabei kam ihm zustatten, dass Bill Lomas bei der Dutch TT in Assen wegen Nachtankens mit laufendem Motor disqualifiziert worden war.
1956 unternahm er für NSU Motorrad-Weltrekordfahrten mit dem sogenannten „Fliegenden Liegestuhl“ des Grafikers Gustav Adolf Baumm, einem Leichtbaumotorrad mit strömungsgünstiger Verkleidung, in dem der Fahrer tief und fast auf dem Rücken liegend vor dem Motor saß. Im Mai 1956 – fast genau ein Jahr, nachdem der Konstrukteur mit dem Modell Baumm I tödlich verunglückt war – fuhr Müller mit Baum III auf dem Hockenheimring 65 Runden beziehungsweise 500 Kilometer mit einer Durchschnittsgeschwindigkeit von 100 km/h und verbrauchte 5,65 Liter Kraftstoff; das entsprach 1,13 Litern auf 100 Kilometer. Im Sommer stellte er auf dem Bonneville-Salzsee in Utah mit Baumm II Geschwindigkeitsrekorde auf und erreichte unter anderem mit dem 125-cm³-Motor der NSU Rennfox 242 km/h. 
Ab 1959 arbeitete Hermann Paul Müller als Meister in der Fahr- und Qualitätskontrolle sowie von 1965 bis 1972 in der Presseabteilung der Auto Union GmbH in Ingolstadt, wo er seitdem wohnte und 1975 nach langer Krankheit starb. H. P. Müller war seit 1942 verheiratet und hatte zwei Söhne.

### Rekorde auf dem Bonneville Salzsee mit Baumm II, dem sogenannten Fliegenden Liegestuhl
- 50-cm³-Motor 196 km/h am 9. August 1956
- 100-cm³-Motor 222 km/h am 3. August 1956
- 125-cm³-Motor 242 km/h am 7. August 1956

Gefahren wurde jeweils mit NSU-Motoren. Siehe auch Wilhelm Herz, der zur gleichen Zeit mit NSU dort Rekorde fuhr.

## Ehrung und Erinnerung
1955 wurde Müller mit dem Silbernen Lorbeerblatt ausgezeichnet. In Ingolstadt und in Hockenheim ist jeweils eine Straße nach H. P. bzw. Hermann Paul Müller benannt.

## Statistik

### Motorradsport

#### Erfolge
- 1932 – Deutscher 600-cm³-Gespann-Meister auf Victoria
- 1936 – Deutscher 500-cm³-Meister auf DKW
- 1947 – Deutscher 250-cm³-Meister auf DKW
- 1948 – Deutscher 250-cm³-Meister auf DKW
- 1950 – Deutscher 125-cm³-Meister auf DKW
- 1951 – Deutscher 125-cm³-Meister auf DKW
- 1954 – Deutscher 350-cm³-Meister auf NSU
- 1955 – 250-cm³-Weltmeister auf NSU

#### Rennsiege
(gefärbter Hintergrund = Weltmeisterschaftslauf)
| Jahr | Klasse  | Maschine          | Rennen                       | Strecke                  |
| ---- | ------- | ----------------- | ---------------------------- | ------------------------ |
| 1928 | 350 cm³ | Grindlay-Peerless | Rund um Schotten             | Schottenring             |
| 1936 | 500 cm³ | DKW               | Eifelrennen                  | Nürburgring-Nordschleife |
| 1947 | 250 cm³ | DKW               | Eifelpokal                   | Nürburgring-Südschleife  |
| 1948 | 250 cm³ | DKW               | Rund um Schotten             | Schottenring             |
| 1948 | 250 cm³ | DKW               | Hamburger Stadtparkrennen    | Hamburger Stadtpark      |
| 1948 | 250 cm³ | DKW               | Dieburger Dreiecksrennen     | Dieburger Dreieck        |
| 1949 | 250 cm³ | DKW               | Eifelpokal                   | Nürburgring-Nordschleife |
| 1950 | 250 cm³ | DKW               | Eilenriederennen             | Eilenriede               |
| 1950 | 125 cm³ | DKW               | Mai-Pokal-Rennen             | Hockenheimring           |
| 1950 | 250 cm³ | DKW               | Mai-Pokal-Rennen             | Hockenheimring           |
| 1950 | 125 cm³ | DKW               | Eifelrennen                  | Nürburgring-Nordschleife |
| 1950 | 125 cm³ | DKW               | Schleizer Dreieckrennen      | Schleizer Dreieck        |
| 1950 | 125 cm³ | DKW               | Sachsenring-Rennen           | Sachsenring              |
| 1950 | 125 cm³ | DKW               | Hamburger Stadtparkrennen    | Hamburger Stadtpark      |
| 1950 | 125 cm³ | DKW               | Grenzlandring-Rennen         | Grenzlandring            |
| 1950 | 125 cm³ | DKW               | Feldbergrennen               | Feldbergring             |
| 1951 | 250 cm³ | DKW               | Rund um Schotten             | Schottenring             |
| 1951 | 125 cm³ | DKW               | Großer Preis von Deutschland | Solitude                 |
| 1952 | 250 cm³ | F.B Mondial       | Eilenriederennen             | Eilenriede               |
| 1952 | 125 cm³ | F.B Mondial       | Hamburger Stadtparkrennen    | Hamburger Stadtpark      |
| 1952 | 125 cm³ | F.B Mondial       | Sachsenring-Rennen           | Sachsenring              |
| 1952 | 125 cm³ | F.B Mondial       | Schleizer Dreieckrennen      | Schleizer Dreieck        |
| 1953 | 350 cm³ | Schnell-Horex     | Dieburger Dreiecksrennen     | Dieburger Dreieck        |
| 1954 | 350 cm³ | NSU               | Rund um Schotten             | Schottenring             |
| 1954 | 350 cm³ | NSU               | Eilenriederennen             | Eilenriede               |
| 1955 | 250 cm³ | NSU               | Circuit de Floreffe          | Circuit de Floreffe      |
| 1955 | 250 cm³ | NSU               | Großer Preis von Österreich  | Salzburg-Liefering       |
| 1955 | 250 cm³ | NSU               | Rhein-Pokal-Rennen           | Hockenheimring           |
| 1955 | 250 cm³ | NSU               | Großer Preis von Deutschland | Nürburgring-Nordschleife |
| 1955 | 250 cm³ | NSU               | Rund um Schotten             | Schottenring             |

#### In der Motorrad-Weltmeisterschaft
(Punkte in Klammern inklusive Streichresultate)
| Saison | Klasse  | Motorrad    | Rennen | Siege | Podien | Punkte  | Ergebnis    |
| ------ | ------- | ----------- | ------ | ----- | ------ | ------- | ----------- |
| 1952   | 125 cm³ | F.B Mondial | 1      | –     | –      | 2       | 15.         |
| 1953   | 500 cm³ | MV Agusta   | 1      | –     | –      | 1       | 17.         |
| 1954   | 125 cm³ | NSU         | 2      | –     | 1      | 15      | 3.          |
| 1954   | 250 cm³ | NSU         | 5      | –     | 3      | 17 (19) | 3.          |
| 1955   | 250 cm³ | NSU         | 5      | 1     | 3      | 19 (20) | Weltmeister |
| Gesamt | Gesamt  | Gesamt      | 14     | 1     | 7      | 51 (54) |             |

### Automobilsport – Vorkriegs-Grand-Prix-Ergebnisse
| Saison | Team          | Wagen                                 | 1   | 2   | 3   | 4   | 5  | Punkte | Position        |
| ------ | ------------- | ------------------------------------- | --- | --- | --- | --- | -- | ------ | --------------- |
| 1937   | Auto Union AG | Auto Union Typ C                      |     |     |     |     |    | 33     | 14.             |
| 1937   | Auto Union AG | Auto Union Typ C                      | DNF | DNF |     |     | 5. | 33     | 14.             |
| 1938   | Auto Union AG | Auto Union Typ C/D / Auto Union Typ D |     |     |     |     |    | 20     | 5.              |
| 1938   | Auto Union AG | Auto Union Typ C/D / Auto Union Typ D | DNS | 4.  | DNF | DNF |    | 20     | 5.              |
| 1939   | Auto Union AG | Auto Union Typ D                      |     |     |     |     |    | 12     | Europameister 1 |
| 1939   | Auto Union AG | Auto Union Typ D                      | DNF | 1.  | 2.  | 4.  |    | 12     | Europameister 1 |

| Legende  | Legende                                                                   | Legende                                                                   |           |
| Farbe    | Bedeutung                                                                 | Bedeutung                                                                 | EM-Punkte |
| -------- | ------------------------------------------------------------------------- | ------------------------------------------------------------------------- | --------- |
| Gold     | Sieg                                                                      | Sieg                                                                      | 1         |
| Silber   | 2. Platz                                                                  | 2. Platz                                                                  | 2         |
| Bronze   | 3. Platz                                                                  | 3. Platz                                                                  | 3         |
| Grün     | Klassifiziert, mehr als 75% der Renndistanz zurückgelegt                  | Klassifiziert, mehr als 75% der Renndistanz zurückgelegt                  | 4         |
| Blau     | nicht punkteberechtigt, zwischen 50% und 75% der Renndistanz zurückgelegt | nicht punkteberechtigt, zwischen 50% und 75% der Renndistanz zurückgelegt | 5         |
| Violett  | nicht punkteberechtigt, zwischen 25% und 50% der Renndistanz zurückgelegt | nicht punkteberechtigt, zwischen 25% und 50% der Renndistanz zurückgelegt | 6         |
| Rot      | nicht punkteberechtigt, weniger als 25% der Renndistanz zurückgelegt      | nicht punkteberechtigt, weniger als 25% der Renndistanz zurückgelegt      | 7         |
| Farbe    | Abkürzung                                                                 | Bedeutung                                                                 | EM-Punkte |
| Schwarz  | DSQ                                                                       | disqualifiziert (disqualified)                                            | 8         |
| Weiß     | DNS                                                                       | nicht gestartet (did not start)                                           | 8         |
| Weiß     | DNA                                                                       | nicht erschienen (did not arrive)                                         | 8         |
| sonstige | P/fett                                                                    | Pole-Position                                                             | 8         |
| sonstige | SR/kursiv                                                                 | Schnellste Rennrunde                                                      | 8         |
| sonstige | DNF                                                                       | Rennen nicht beendet (did not finish)                                     | 8         |